# Jakub Rotwand

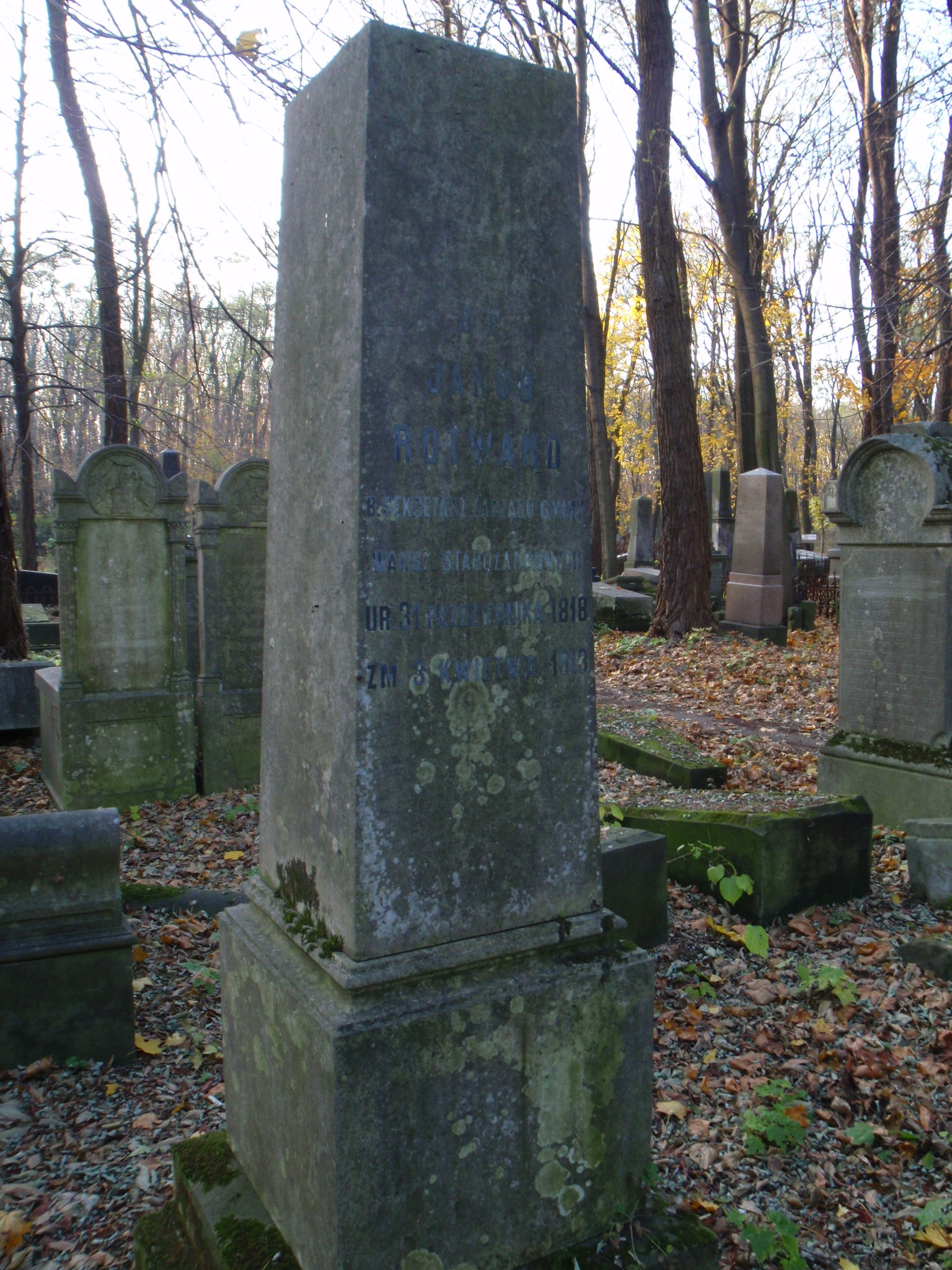
Grób Jakuba Rotwanda na cmentarzu żydowskim w Warszawie

Jakub Rotwand (ur. 31 października 1818 w Łęczycy, zm. 3 kwietnia 1913 w Warszawie) – polski działacz społeczny i publicysta żydowskiego pochodzenia.

## Życiorys
Urodził się jako syn kupca Leona (XVIII-XIX w.) i Anny z domu Izrael (XVIII-XIX w.). Jego bratem był Mikołaj Rotwand (1813-1883), warszawski kupiec, a także Mateusz Rotwand (1809-1898) lekarz. 
We wczesnym dzieciństwie zmarł jego ojciec. Jakub Rotwand do chwili, gdy ukończył 9 lat, uczęszczał do chederu, a następnie do dwuklasowej szkoły rządowej dla chłopców wyznania mojżeszowego. Dalszej edukacji syna sprzeciwiała się jego matka, a to ze względu na obawy, iż świeckie wykształcenie może naruszyć przepisy religijne. W 1829 Jakub Rotwand wstąpił jednak do Warszawskiej Szkoły Rabinów. W 1830, podczas powstania listopadowego, brał udział, wraz ze swymi szkolnymi kolegami, w sypaniu szańców na Pradze. Po ukończeniu Warszawskiej Szkoły Rabinów Rotwand objął stanowisko nauczyciela w dwuklasowej szkole rządowej dla dzieci wyznania mojżeszowego. W 1841 został sekretarzem Gminy Wyznaniowej Żydowskiej w Warszawie, które to stanowisko piastował przez kolejne 35 lat. Był jednym ze współzałożycieli postępowej synagogi przy ul. Nalewki w Warszawie tzw. Polskiej Synagogi, która została otwarta w 1852. Kaznodzieją tej synagogi był Izaak Kramsztyk. W czasie powstania styczniowego bardzo mocno zaangażował się w działalność mającą na celu przekonanie ludności żydowskiej do wsparcia polskiego zrywu wyzwoleńczego. Pozostawał w stałym kontakcie z Rządem Narodowym. Publikował w Jutrzence i Izraelicie. Za swą działalność został aresztowany przez władze carskie i zesłany do Czelabińska na dwa lata i sześć miesięcy. Rotwand powrócił do Warszawy w 1865 i podjął na nowo pracę w charakterze sekretarza gminy. Współpracował z Ludwikiem Natansonem, był współautorem wielu rozwiązań reformujących warszawską gminę wyznaniową. W 1874 Jakub Rotwand przeszedł na emeryturę.
Był żonaty z Barbarą Glikson (1827-1889), z którą miał sześcioro dzieci: Salomeę (ur. 1847-1868), Julię (ur. 1849), Helenę (ur. 1852), Leona (ur. ok. 1850), Michalinę i Idziego Mirosława (1861-1862).
Zmarł 3 kwietnia 1913. Jego pogrzeb stał się manifestacją przyjaźni polsko-żydowskiej. Uczestniczyły w nim szerokie kręgi inteligencji polskiej i żydowskiej. Jego śmierć odnotowała prasa polska i żydowska. Mowę na pogrzebie wygłosił Samuel Poznański. Jakub Rotwand został pochowany na cmentarzu żydowskim przy ulicy Okopowej w Warszawie (kwatera 26, rząd 2).

## Publikacje
- Modlitewnik dla Żydów
- Imiona Żydów.
- Z dziejów warszawskiej gminy Starozakonnych (1907)